# Victoria Begoña Tundidor Moreno
Victoria Begoña Tundidor Moreno (Soria, 26 de junio de 1963) es una política española miembro del PSOE. Es diputada por Málaga desde el 6 de julio de 2016 para la XII legislatura de España.

## Biografía
Está casada.

### Profesión
Victoria Begoña Tundidor Moreno es diplomada en enfermería y ejerce en el Hospital Universitario de Málaga.

### Carrera política
El 26 de junio de 2016 fue elegida diputada por Málaga al Congreso de los Diputados.
Es la delegada territorial para igualdad, salud y política social. Portavoz de la Comisión de Sanidad y Servicios Sociales, y portavoz adjunta de la Comisión sobre Seguridad Vial y Movilidad Sostenible. Además, es vocal de la Comisión de Derechos de la Infancia y Adolescencia.